# ریس گرگو-کاکس
ریس گرگو-کاکس (انگلیسی: Reece Grego-Cox؛ زادهٔ ۱۲ نوامبر ۱۹۹۶) بازیکن فوتبال اهل بریتانیا است.
از باشگاه‌هایی که در آن بازی کرده‌است می‌توان به باشگاه فوتبال کویینز پارک رنجرز اشاره کرد.
وی همچنین در تیم‌های ملی فوتبال Republic of Ireland national under-17 football team, Republic of Ireland national under-19 football team، و زیر ۲۱ سال جمهوری ایرلند بازی کرده‌است.